# Notopleura bryophila
Notopleura bryophila är en måreväxtart som beskrevs av Charlotte M. Taylor. Notopleura bryophila ingår i släktet Notopleura och familjen måreväxter. Inga underarter finns listade i Catalogue of Life.